# Phaeogenes
Phaeogenes is een geslacht van gewone sluipwespen (Ichneumonidae). De wetenschappelijke naam werd gepubliceerd door Constantin Wesmael in 1845.

## Soorten
- Phaeogenes acaudus
- Phaeogenes acutus
- Phaeogenes alternans
- Phaeogenes anderi
- Phaeogenes arcticus
- Phaeogenes arogae
- Phaeogenes austriacus
- Phaeogenes bacilliger
- Phaeogenes bicolor
- Phaeogenes brevior
- Phaeogenes cacoeciae
- Phaeogenes chuzensis
- Phaeogenes conciliator
- Phaeogenes confusaneus
- Phaeogenes coryphaeus
- Phaeogenes cryptorius
- Phaeogenes curator
- Phaeogenes cynarae
- Phaeogenes distinctus
- Phaeogenes eguchii
- Phaeogenes epinotiae
- Phaeogenes eurydoxae
- Phaeogenes flavescens
- Phaeogenes foveolatus
- Phaeogenes fur
- Phaeogenes gilvilabris
- Phaeogenes glaucus
- Phaeogenes haeussleri
- Phaeogenes hebe
- Phaeogenes hebrus
- Phaeogenes heterogonus
- Phaeogenes hispanicus
- Phaeogenes impressus
- Phaeogenes laevigatus
- Phaeogenes laricellae
- Phaeogenes melanogonos
- Phaeogenes mysticus
- Phaeogenes nigratus
- Phaeogenes nikkonis
- Phaeogenes nitidulator
- Phaeogenes orbus
- Phaeogenes osrufus
- Phaeogenes parvulus
- Phaeogenes pfefferi
- Phaeogenes phycidis
- Phaeogenes pici
- Phaeogenes picipes
- Phaeogenes planifrons
- Phaeogenes planipectus
- Phaeogenes plutellae
- Phaeogenes pullulatorius
- Phaeogenes sapporensis
- Phaeogenes semivulpinus
- Phaeogenes simillinus
- Phaeogenes sitkensis
- Phaeogenes socialis
- Phaeogenes solers
- Phaeogenes soriculatus
- Phaeogenes spiniger
- Phaeogenes subuliferus
- Phaeogenes testaceicornis
- Phaeogenes trepidus
- Phaeogenes trianguliferens
- Phaeogenes tristator
- Phaeogenes trochanteratus
- Phaeogenes umbripennis
- Phaeogenes ussuriator
- Phaeogenes variabilis